# Bonni Stadtbahn
Bonni Stadtbahn (német nyelven: Bonn Stadtbahn) Németország egykori fővárosában, Bonnban található stadtbahn-hálózat. Összesen 6 (4 normál + 2 csak csúcsidőben üzemelő) vonalból áll, a hálózat teljes hossza 125,36 km.
A vágányok normál nyomtávolságúak, az áramellátás felsővezetékről történik, a feszültség 750 V egyenáram. 
A forgalom 1975. március 22.-én indult el.

## Útvonalak
| Járat | Útvonal | megjegyzés |
| ----- | --- | --- |
| 16    | Köln-Niehl-Sebastianstraße - Köln Hauptbahnhof - Rheinuferbahn - Bonn Hauptbahnhof - Stammstrecke - Bad Godesberg | Együttműködve a Kölni Stadtbahnnal                                                                                                |
| 18    | Köln-Thielenbruch - Köln Hauptbahnhof - Brühl – Vorgebirgsbahn – Bonn Hauptbahnhof                                | Együttműködve a Kölni Stadtbahnnal                                                                                                |
| 63    | Tannenbusch – Rheinuferbahn – Bonn Hauptbahnhof – Stammstrecke – Bad Godesberg                                    | |
| 66    | Siegburg – Siegburg/Bonn – Bonn Hauptbahnhof – Stammstrecke – Südbrücke – Siebengebirgsbahn – Bad Honnef          | |
| 67    | Siegburg – Siegburg/Bonn – Bonn Hauptbahnhof – Stammstrecke – Bad Godesberg                                       | Csúcsidőben csak, munkanapokon és iskolai napokon, csak reggel                                                                    |
| 68    | Bornheim – Vorgebirgsbahn – Bonn Hauptbahnhof – Stammstrecke – Südbrücke – Ramersdorf                             | Csúcsidőben csak, korlátozott szolgáltatás munkanapokon Bornheimból Ramersdorfba; a hétvégi vonal végállomása a Bonn Hauptbahnhof |